# Demonax palliatus
Demonax palliatus es una especie de insecto coleóptero de la familia Cerambycidae. Estos longicornios son endémicos de Halmahera (Indonesia).
Mide unos 15,75 mm.